# 力と女の世の中
『力と女の世の中』（ちからとおんなのよのなか）は、1933年に公開された日本のアニメ映画。日本初のトーキーアニメ映画である。3巻、617m、白黒。

## あらすじ
主人公はサラリーマンで、4人の子供の父親である。彼の妻は身長180cm、体重120kgの立派な体格の持ち主。恐妻家の彼は会社のタイピストと浮気をするが、寝言から妻にばれてしまう。妻はその証拠を掴もうと、夫の会社へ向かうが・・・。

## 解説
昭和2年（1927年）、アメリカで世界初の長編トーキー映画が公開されると、日本でも各映画会社は研究を開始。松竹蒲田撮影所所長の城戸四郎はトーキーの導入に熱心で、昭和6年、土橋武夫、土橋晴夫兄弟を支援して、国産のトーキー開発に成功。これを受けて国産初のトーキー映画『マダムと女房』（五所平之助監督）を制作公開した。
昭和6年（1931年）、この成功を踏まえて、「日本映画全トーキー化」を掲げる城戸四郎は、次にトーキーの動画映画製作を企画、個人の責任で、新進のアニメ製作者だった政岡憲三に制作を依頼。政岡は約1年かけて本作を制作し、昭和7年（1932年）10月に完成。昭和8年4月13日に公開された『蛙三勇士』（大藤信郎監督）に続いて4月15日に公開され、「日本のトーキー動画映画第二弾」となった。
本作はまず浅草帝国館で上映され、大成功を収めたため、城戸はこれを全国松竹系で公開。続く昭和9年、再び政岡と組んで『仇討からす』、『ギャングと踊り子』を制作し、好評を得た。しかし映画館主の立場では動画の短編の一本立て公開は無理との理由で、劇映画の添え物としてしか上映されなかった。このため経済的に成り立たず、「日本のディズニー」を目指した城戸のトーキー動画映画製作の夢は、この三作で潰えることとなった。
フィルムは紛失したと見られており、一部シーンのスクリーンショットが現存するのみである。

## スタッフ
- 監督：政岡憲三
- 脚本・原作：池田忠雄
- 制作：城戸四郎
- 撮影：木村角山
- 音楽：今沢将矩
- 動画：瀬尾光世、原田誠一、山本三郎
- 録音：土橋晴夫
- 擬音：福田宗吉
- 発声監督：野村浩将

## 声の出演
当時は声優という職業は無く、俳優が声の出演をしていた。当作品は松竹の肝いりで有名スターが起用され話題となった。
- 主人：古川緑波
- 妻：澤蘭子
- タイピスト：村島洋子
- 子供（太郎）：磯野秋雄
- 子供（次郎）：三井秀男
- 花子：藤田房子
- とし子：藤田陽子